# Крістен Бебб-Спрейґ
Крістен Бебб-Спрейґ (англ. Kristen Babb-Sprague, 29 липня 1968) — американська синхронна плавчиня.
Олімпійська чемпіонка 1992 року.
Призерка Чемпіонату світу з водних видів спорту 1991 року.